# Mervyn Wall

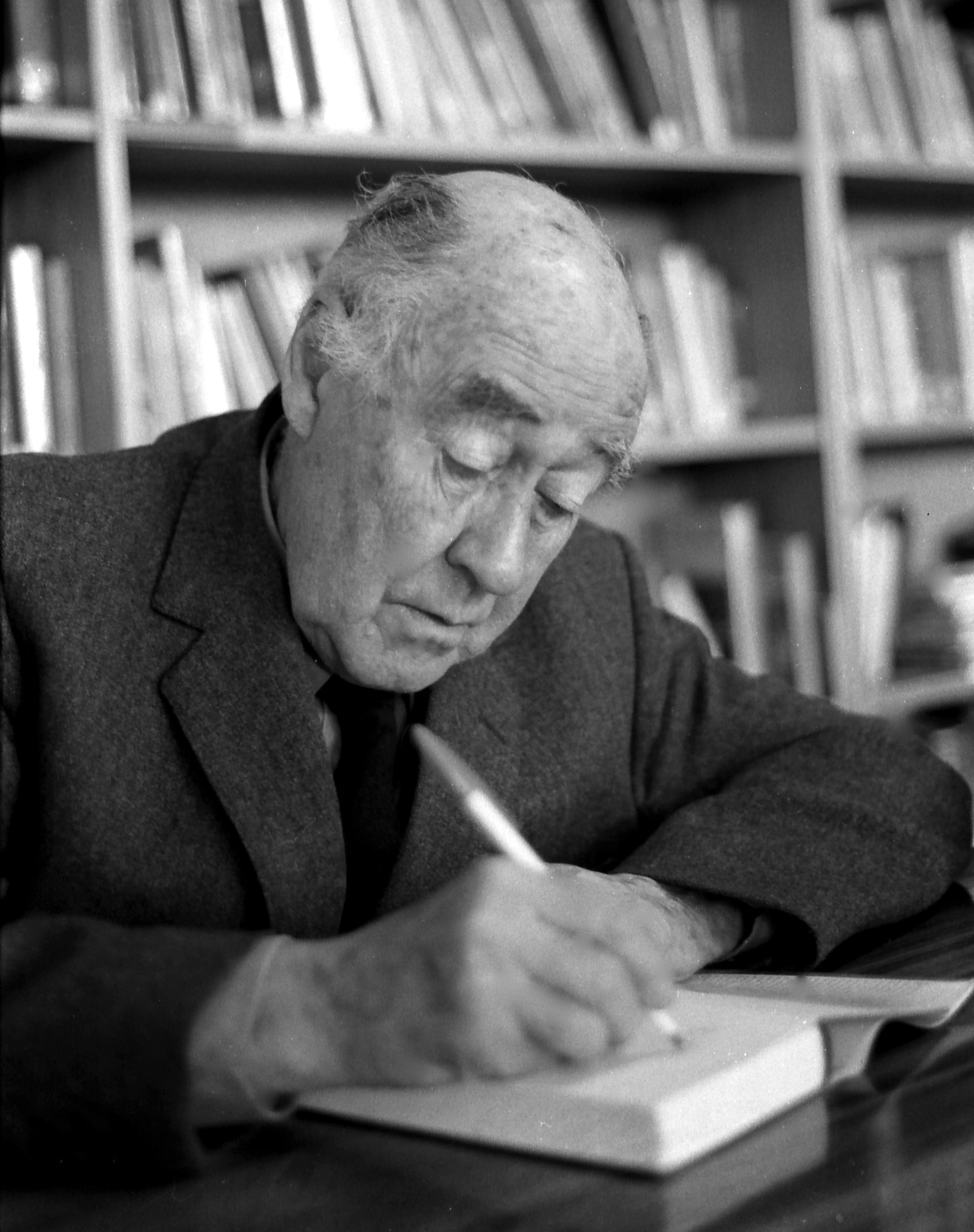
Mervyn Wall

Mervyn Wall (* 1908 in Dublin; † 1997 ebenda) war ein irischer Schriftsteller. 

## Leben
Wall studierte am Belvedere College (University College Dublin) und später auch an der Universität Bonn. Nach erfolgreichem Abschluss seines Studiums arbeitete er zwischen 1934 und 1948 beim Irish Civil Service. 1948 wechselte Wall zu Radio Irland (RTÉ) und blieb dort bis 1957. 
Zwischen 1957 und 1975 leitete Wall als Geschäftsführer das Arts Council in Dublin. Viele Jahre schrieb er regelmäßige Kolumnen für das Feuilleton der Zeitung The Evening Press. Er war Mitglied des staatlichen irischen Künstlervereins Aosdána. Sein Roman Leaves for the burning wurde 1952 zum Best European Novel of the Year gewählt.
Verheiratet war Wall mit der Musik- und Theaterkritikerin Frances Feehan.

## Werke (Auswahl)
Romane
- Fursey.[3] Diederichs Verlag, Köln 1984/87

1. Der unheilige Fursey oder das Irland der Frommen („The unfortunate Fursey“). 1984, ISBN 3-424-00771-4.
2. Furseys Rückkehr in das Irland der Frommen („The return of Fursey“). 1987, ISBN 3-424-00910-5.

- Hermitage. Wolfhound Press, London 1982, ISBN 0-905473-88-4.
- Leaves for the burning. Millington Publ., Dublin 1973, ISBN 0-7165-2201-2.
- No trophies raise. A novel. Methuen, London 1956.

Erzählungen
- A flutter of wings. Short stories. Talbot Press, Dublin 1974, ISBN 0-85452-092-9.

Theaterstücke
- Alarm, among the clerks. A play in three acts. Richview Press, Dublin 1940.
- The lady in the twilight. A play in three acts. Proscenium Press, Newark, Del. 1971, ISBN 0-912262-24-9.

Sachbuch
- Forty foot gentlemen only. Figgis Publ., Dublin 1962.

## Belege
1. ↑  Aosdana biograf. Profileintrag M. Wall
2. ↑  Biografie auf Irisch Writers Online
3. ↑  Zum Gedenken an Mervyn Walls Fursey, Bibliotheka-Phanastika.de 23. Mai 2012, abgerufen am 10. Juli 2014.

| Personendaten    | Personendaten           |
| ---------------- | ----------------------- |
| NAME             | Wall, Mervyn            |
| KURZBESCHREIBUNG | irischer Schriftsteller |
| GEBURTSDATUM     | 1908                    |
| GEBURTSORT       | Dublin                  |
| STERBEDATUM      | 1997                    |
| STERBEORT        | Dublin                  |